# Бебето на Розмари
„Бебето на Розмари“ (на английски: Rosemary's Baby) е американски филм на ужасите от 1968 година на режисьора Роман Полански по негов собствен сценарий, базиран на едноименния роман на Айра Левин. Участват Мия Фароу, Джон Касаветис, Рут Гордън, Сидни Блекмър. Това е втория филм от „Трилогията на апартамента“, която включва филми със сходна тематика - Отвращение (1965) и Наемателят (1972)
През 2014 г. е включен в Националния филмов регистър към Библиотеката на конгреса на САЩ.
Според Американския филмов институт „Бебето на Розмари“ е сред десетте най-добри филми, от които те побиват тръпки, в американското кино.

## Сюжет
„Бебето на Розмари“ разказва историята на Розмари Удхаус (Мия Фароу), млада жена, която се настанява със съпруга си Гай Удхаус (Джон Касаветис) в апартамент в стара сграда в Манхатън. Още с пристигането си Розмари се запознава с Тери (Анджела Дориан) – младо момиче, осиновено от съседите, семейство Кастивът (Рут Гордън и Сидни Блекмър). Една вечер Розмари и Гай се прибират и откриват, че Тери се е самоубила, след което се запознават и със семейство Кастивът. Една вечер Розмари сънува странен сън – как е изнасилена от звероподобен човек. Предупрежденията на нейния покровител Едуард Хъчинс (Морис Евънс) придобиват нов смисъл, след като той неочаквано умира в болница. След много тайнствени събития, които съпровождат нейната бременност, Розмари разбира че е родила сина на Сатаната.